# Paskosuseł lamparci
Paskosuseł lamparci (Ictidomys tridecemlineatus) – gatunek niewielkiego naziemnego gryzonia z rodziny wiewiórkowatych. Jest szeroko rozpowszechniony na preriach i terenach trawiastych Ameryki Północnej (głównie południowa część środkowej Kanady i środkowa część Stanów Zjednoczonych).

## Opis
Paskosuseł lamparci jest brązowawy, z 13 naprzemiennymi brązowymi i białymi prążkami idącymi wzdłuż ciała (niekiedy przechodzącymi w cętki) na grzbiecie i bokach. Uszy są niewielkie a ogon cienki i skąpo owłosiony. Długość ciała 11–16 cm, długość ogona 6–13 cm. Osiąga masę ciała 110-140 g.

## Siedlisko
Preferuje tereny otwarte, gdzie trawy osiągają niewielką wysokość, a dobrze odwodnione gleby bądź iły nadają się do kopania nor. Unika lasów. Skoszone trawniki, pola golfowe, cmentarze, używane pastwiska, parki czy pobocza dróg stały się powszechnymi miejscami występowania tego gatunku, który pierwotnie ograniczony był zasięgiem prerii.

## Behawior
Prowadzi dzienny tryb życia, jest szczególnie aktywny w ciepłe dni. Zamieszkuje wykopane przez siebie skomplikowane podziemne korytarze. Hibernuje samotnie, niekiedy (w sprzyjających warunkach) w większych grupach. Zauważalne sezonowe różnice behawioralne. Nie jest zwierzęciem wysoce społecznym, tymczasowa hierarchia społeczna pojawia się podczas godów. Tworzone kolonie są skutkiem zbierania się zwierząt w podobnym środowisku, a nie chęcią przebywania z innymi osobnikami. Nie wykazuje szczególnej obrony terytorialnej poza terytorium blisko nory, którą akurat zajmuje.
Późnym latem magazynuje grubą warstwę tłuszczu i gromadzi jedzenie w swojej norze. Zajmuje swoje gniazdo w październiku (starsze osobniki nawet wcześniej), zwija się w kulkę i spowalnia oddychanie ze 100-200 oddechów na minutę do jednego na pięć minut. Temperatura jego ciała spada do 1-3 °C, a częstotliwość bicia serca spada do 20 razy na minutę. Budzi się w marcu lub w kwietniu.
Jego nora może mieć 4.5–6 m długości, z kilkoma bocznymi korytarzami. Większa część znajduje się ok. 0.5 m pod powierzchnią ziemi, a tylko komora hibernacyjna jest położona głębiej. Krótsze odnogi służą za kryjówki.
Paskosuseł lamparci jest wszystkożerny. Odżywia się nasionami, trawami, bulwami. Dużą część pokarmu stanowią owady – gąsienice, świerszcze i koniki polne. Sporadycznie spożywa też jaja ptaków, małe kręgowce (myszy, ryjówki) oraz padlinę. Bywa uważany za szkodnika, ponieważ kopiąc nory, niszczy ogródki i zjada plony. Roznoszą pchły, wszy, roztocza i kleszcze a także są gospodarzami dla pasożytów wewnętrznych. Odgrywają ważną rolę w łańcuchu pokarmowym – są ofiarami takich drapieżników jak łasice, węże czy ptaki drapieżne. Umożliwiają lepsze krążenie związków w glebie dzięki kopaniu nor.
Wykorzystuje łapy do manipulowania znalezionym pokarmem. Często je w pozycji siedzącej.
Posiada charakterystyczny behawior zwiadowczy - stójkę. Gdy zauważy niebezpieczeństwo, szybko chowa się w norze, po czym wystawia na powierzchnię tylko czubek nosa, jednocześnie wydając podobny do ptasiego trel.
Sezon rozrodczy przypada na wiosnę. Ciąża trwa 28-35 dni. Po tym okresie na świat przychodzi 7-14 (średnio 8-9) ślepych i bezradnych młodych. Młode rozwijają się szybko. Początkowo silne i sprawne stają się przednie nogi, w czasie gdy tylne pozostają wleczone za ciałem. Po 12 dniach od narodzin wyraźne stają się paski pokrywające ich futro, zaczynają też wydawać charakterystyczne dźwięki. Po 26 dniach oczy młodych zaczynają się otwierać. Charakteryzuje je długi okres opieki i  dokarmiania przez matkę w stosunku do innych gryzoni. Po 6 tygodniach młode są już samodzielne i kopią własne nory. Dojrzałość płciową uzyskują około pierwszego roku życia.

## Podgatunki
Do niedawna paskosuseł lamparci był zaliczany do rodzaju Spermophilus, lecz na podstawie badań filogenetycznych z wykorzystaniem mitochondrialnego genu cytochromu b wydzielono odrębny rodzaj Ictidomys. Do gatunku I. tridecemlineatus zalicza się nadal dziesięć podgatunków:
- I. tridecemlineatus alleni Merriam, 1898
- I. tridecemlineatus arenicola A.H. Howell, 1928
- I. tridecemlineatus blanca (Armstrong, 1971)
- I. tridecemlineatus hollisteri (V. Bailey, 1913)
- I. tridecemlineatus monticola (A.H. Howell, 1928)
- I. tridecemlineatus olivaceous J.A.Allen, 1895
- I. tridecemlineatus pallidus (J.A.Allen, 1874)
- I. tridecemlineatus parvus J.A.Allen, 1895
- I. tridecemlineatus texensis Merriam, 1898
- I. tridecemlineatus tridecemlineatus (Mitchill, 1821)